# Подпалвачката (филм, 1984)
„Подпалвачката“ (на английски: Firestarter) е американски научнофантастичен филм на ужасите от 1984 г., базиран на едноименния роман от 1980 г., написан от Стивън Кинг. Филмът е режисиран от Марк Лестър, във филма участват Дейвид Кийт, Дрю Баримор, Мартин Шийн и Джордж Скот.
Минисериалът, който е продължение на филма, озаглавен „Подпалвачката: Възродена от огъня“, е излъчен през 2002 г. по Скай Фай Ченъл, а римейкът, който е продуциран от „Блумхаус Продъкшънс“ ще бъде пуснат по кината на 13 май 2022 г.

## Актьорски състав
- Дейвид Кийт – Андрю Макгий
- Дрю Баримор – Чарли Макгий
- Фреди Джоунс – д-р Джоузеф Уейнлес
- Хедър Локлиър – Вики Макгий
- Мартин Шийн – Капитан Холистър
- Джордж Скот – Джон Рейнбърд
- Арт Карни – Ирв Мандърс
- Луис Флечър – Норма Мандърс
- Моузес Гън – д-р Пинчът